# Наименьшая золотая монета (серия монет)
«Наименьшая золотая монета» (укр. Найменша золота монета) — серия памятных монет Национального банка Украины. Первая монета была отчеканена в 2003 году. Всего было выпущено 11 золотых монет, номиналом в 2 гривны и весом в 1,24 грамма.

## Монеты
| Номинал  | Качество | Металл, проба   | Масса общая, г | Содержание химически чистого металла не менее, г | Диаметр, мм | Толщина, мм | Тираж, шт.             |
| -------- | -------- | --------------- | -------------- | ------------------------------------------------ | ----------- | ----------- | ---------------------- |
| 2 гривны |          | золото 999/1000 | 1,24           |                                                  | 13,92       |             | 10 000 (каждой монеты) |

| Изображение | Описание | Примечание |
| --- | --- | --- |
| | На аверсе монеты в кольце из бусин изображён малый Государственный Герб Украины, над которым отмечен год чеканки монеты (2003); между кольцом и кантом монеты круговые надписи «Національний банк України» (вверху), «2 гривні» (внизу). Также обозначение металла (Au) и его пробы «999,9» (слева), масса «1,24» и логотип Монетного двора Национального банка Украины (справа). | Единый аверс монет данной серии (с точностью до года чеканки). |
| | На реверсе монеты изображена саламандра огненная, а над ней и под ней её названия на украинском (укр. «Саламандра») и на латинском (лат. «Salamandra»). | - Страна: Украина - Название монеты: Саламандра - Дата выпуска: 8 декабря 2003 года - Каталожный номер: - Художник: Владимир Демьяненко - Скульптор: Владимир Демьяненко - Чеканка: - Гурт: |
| Огненная саламандра обитает в лесах и холмистой местности большей части Восточной, Южной и Центральной Европы, а также в северной части Ближнего Востока. На территории Украины вид встречается в Закарпатской, Ивано-Франковской, Черновицкой и Львовской областях. | | |
| | На реверсе монеты изображён летящий белый аист и размещены надписи «лат. CICONIA CICONIA» (внизу) и «укр. ЛЕЛЕКА» (вверху). | - Страна: Украина - Название монеты: Аист - Дата выпуска: 23 апреля 2004 года - Каталожный номер: - Художник: Владимир Демьяненко - Скульптор: Владимир Демьяненко - Чеканка: - Гурт: |
| | | |
| | | - Страна: Украина - Название монеты: - Дата выпуска: 26 апреля 2005 года - Каталожный номер: - Художник: - Скульптор: - Чеканка: - Гурт: |
| | | |
| | | - Страна: Украина - Название монеты: - Дата выпуска: 14 апреля 2006 года - Каталожный номер: - Художник: - Скульптор: - Чеканка: - Гурт: |
| | | |
| | | - Страна: Украина - Название монеты: - Дата выпуска: 1 марта 2007 года - Каталожный номер: - Художник: - Скульптор: - Чеканка: - Гурт: |
| | | |
| | На реверсе изображена пластина-аппликация IV столетия до нашей эры с изображением богини Апи — праматери скифов. Внизу полукругом размещена надпись «Скифское золото» (укр. СКІФСЬКЕ ЗОЛОТО). Стоимость монеты, установленная Национальным банком Украины в период реализации монеты через его филиалы — 649 гривен.                                                              | - Страна: Украина - Название монеты: Скифское золото. Богиня Апи - Дата выпуска: 22 февраля 2005 года - Каталожный номер: - Художник: Демьяненко Владимир (аверс), Груденко Борис (реверс) - Скульптор: Демьяненко Владимир, Святослав Иваненко - Чеканка: Монетный двор Национального банка Украины - Гурт: гладкий |
| | | |

В серию включены следующие монеты:
| №  | Название               | Номинал, грн. | Тираж, штук | Вес, г | Дата выпуска | Аверс | Реверс |
| -- | ---------------------- | ------------- | ----------- | ------ | ------------ | ----- | ------ |
| 7  | Черепаха               | 2             | 10 000      | 1,24   | 29.04.09     |       |        |
| 8  | Скифское золото. Кабан | 2             | 10 000      | 1,24   | 24.12.09     |       |        |
| 9  | Пчела                  | 2             | 10 000      | 1,24   | 25.03.10     |       |        |
| 10 | Калина красная         | 2             | 10 000      | 1,24   | 24.09.10     |       |        |
| 11 | Скифское золото. Олень | 2             | 10 000      | 1,24   | 30.06.11     |       |        |

## Критика
В Инструкции об организации изготовления, выпуска в обращение и реализации памятных монет Украины и сувенирной продукции, утверждённой постановлением Правления Национального банка Украины от 14 января 2005 года № 8 и зарегистрированной в Министерстве юстиции Украины 1 февраля 2005 года за № 124/10404, сказано:
Памятные монеты — монеты из драгоценных или недрагоценных металлов, изготовленные с применением специальных технологий, обеспечивающих повышенное качество монет и выпускаются в обращение Национальным банком ограниченными тиражами к случаю юбилейных дат, памятных событий истории и современности, мероприятий по охране окружающей природной среды, других событий общественной жизни.
Изображённое на этих монетах ни под один из этих признаков не подходит.